# Comité Olímpico Angoleño
El Comité Olímpico Angoleño (en portugués: Comité Olímpico Angolano) es el comité olímpico nacional que representa a Angola en el Comité Olímpico Internacional y organiza los eventos de carácter olímpico en Angola, así como controla y organiza los deportes que tienen representación del país en los Juegos Olímpicos. Su código en el COI es ANG.

## Historia
Fue fundado en el 17 de febrero de 1979 y reconocido provisionalmente por la Junta Directiva del COI en Nagoya (Japón) en octubre de 1979. Este reconocimiento fue confirmado en la 82.ª sesión del COI celebrada en febrero de 1980 en Lake Placid. Ese mismo año el país ya participó en los Juegos Olímpicos de Moscú 1980.

## Presidentes
- Augusto Lopes Texeira (1980–1982)
- Augusto Germano de Araujo (1982–1992)
- Rogerio Torres Cerveira Nunes da Silva (1993–2004)
- Gustavo da Conceição (2005–)

## Federaciones
Lista das federaciones de deportes olímpicos afiliadas al COA.
- Federación Angoleña de Atletismo
- Federación Angoleña de Baloncesto
- Federación Angoleña de Balonmano
- Federación Angoleña de Boxeo
- Federación Angoleña de Ciclismo
- Federación Angoleña de Deportes náuticos
- Federación Angoleña de Fútbol
- Federación Angoleña de Gimnasia
- Federación Angoleña de Judo
- Federación Angoleña de Lucha
- Federación Angoleña de Natación
- Federación Angoleña de Patinaje
- Federación Angoleña de Taekwondo
- Federación Angoleña de Tenis
- Federación Angoleña de Tenis de mesa
- Federación Angoleña de Tiro
- Federación Angoleña de Voleibol